# Radio24syv
Radio24syv var en dansk privatägd public service-radiostation som drevs med licensmedel av Berlingske Media och PeopleGroup från 2011 till 31 oktober 2019.

## Distribution och räckvidd
Kanalen sände med teknikerna Digital Audio Broadcasting (DAB), Internet och podcast, samt FM-radio.
I maj 2019 hade kanalen en lyssnarandel på 12,8%, och var därmed den femte största radiokanalen i Danmark.

## Innehåll
Kanalen sades ha återuppfunnit både talradio och journalistik i Danmark.
Ett av programmen som sändes var Wiki-værkstedet ("Wikiverkstaden") som varje vecka, med en eller flera gäster, behandlade olika ämnen med utgångspunkt i Wikipedia-artiklar.
Den Korte Radioavis var ett satirprogram som sände nästan en timme fem gånger i veckan.
Aflyttet ("Avlyssnad") handlade om övervakning, underrättelsetjänst och säkerhetspolitik.
I Sverige uppmärksammades kanalen bland annat för debattprogrammet Danmarks röst som, inspirerat av Voice of America, under fem veckor sommaren 2014 förde samtal med Svenska debattörer med det genomgående temat svenska tabun, i ett program som var riktat till Sverige och svenskar.